# Större ängsfly
Större ängsfly, Apamea monoglypha är en fjärilsart som beskrevs av Johann Siegfried Hufnagel 1766. Större ängsfly ingår i släktet Apamea och familjen nattflyn, Noctuidae. Arten är reproducerande i Sverige. Fem underarter finns listade i Catalogue of Life, Apamea monoglypha corsica Turati, 1909, Apamea monoglypha maroccana Zerny, 1934, Apamea monoglypha sardoa Turati, 1909, Apamea monoglypha sicula Turati, 1909 och Apamea monoglypha syriaca Osthelder, 1933.

## Bildgalleri

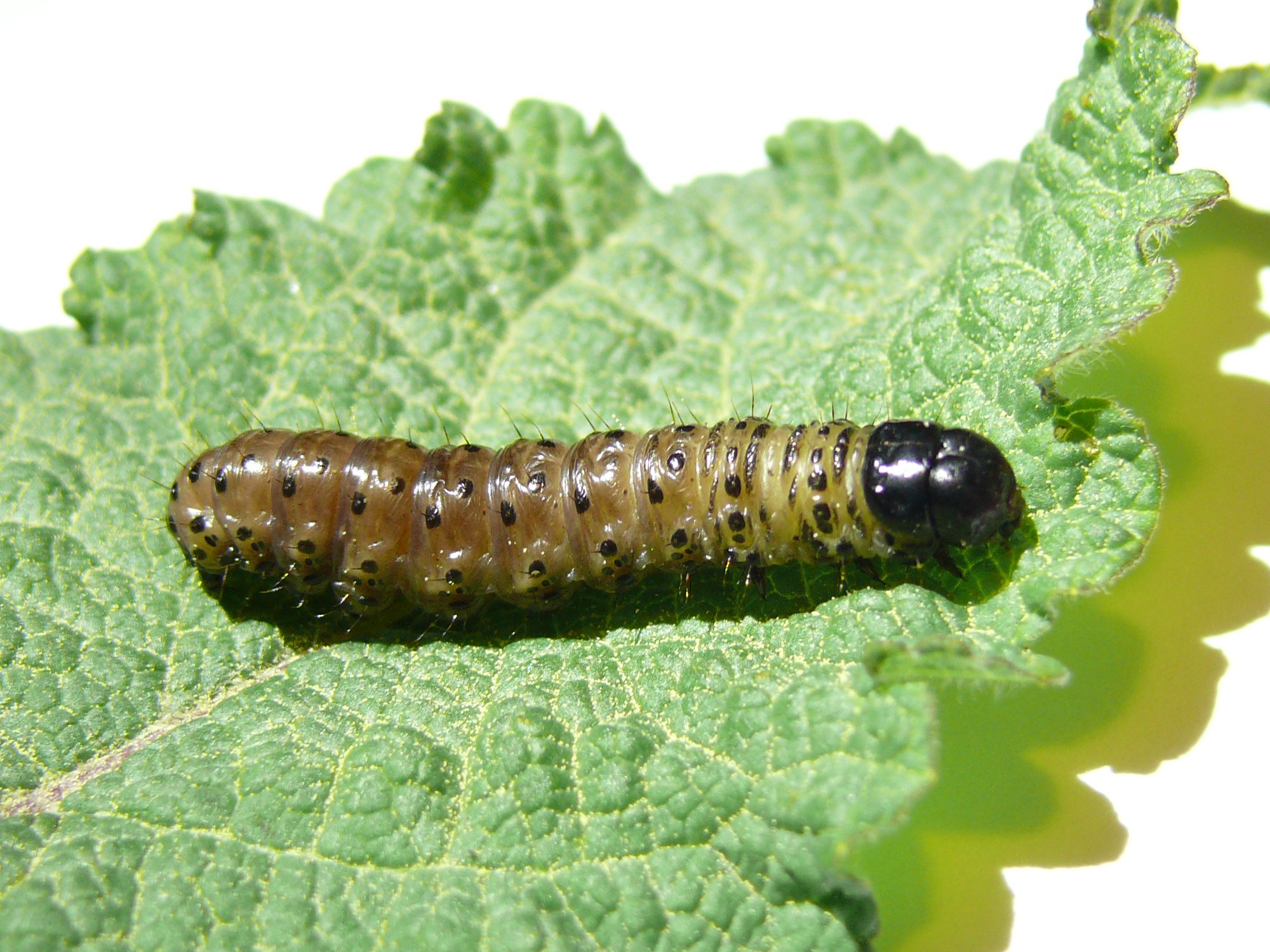
Fjärilens larv
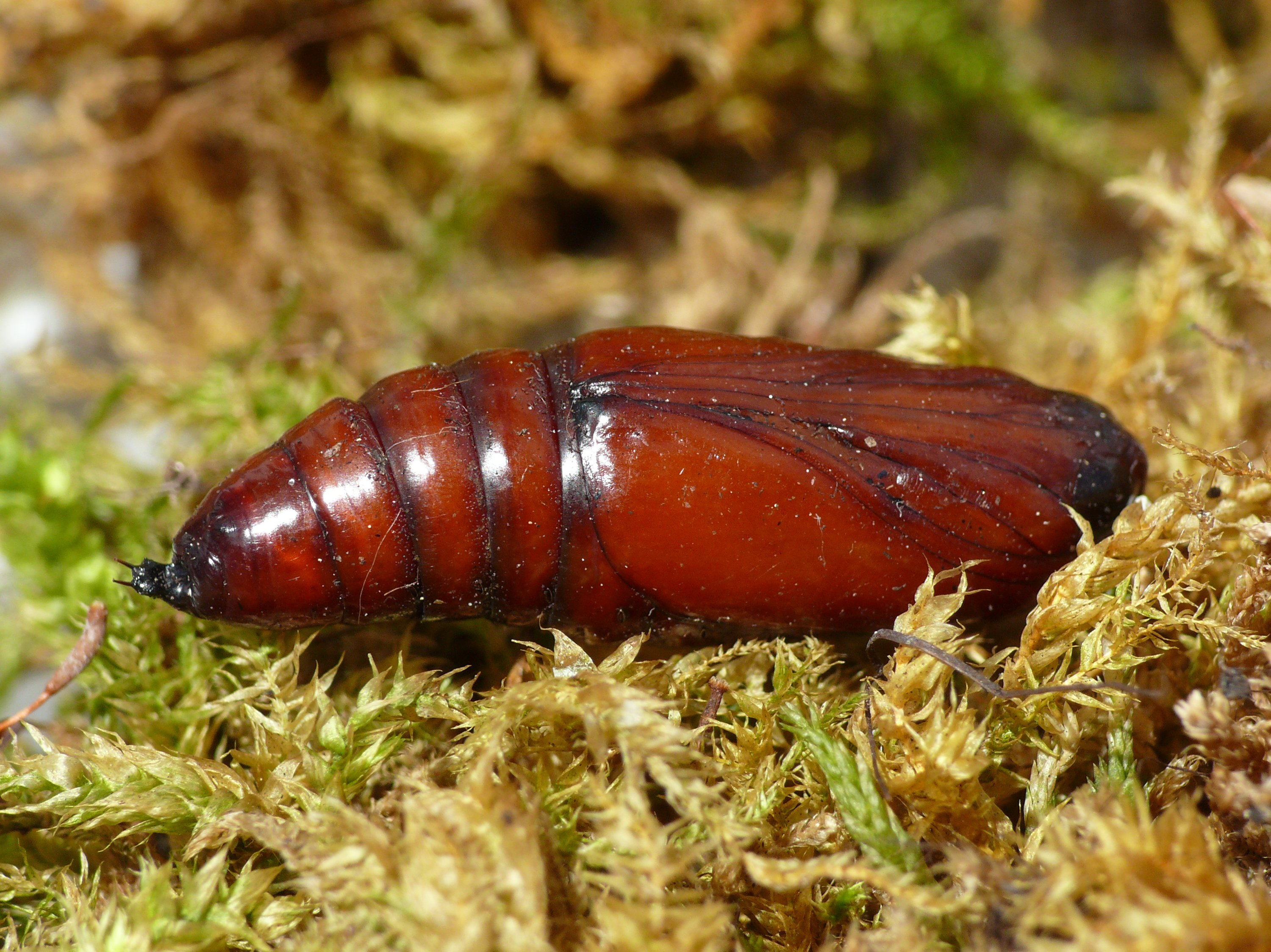
Fjärilens puppa
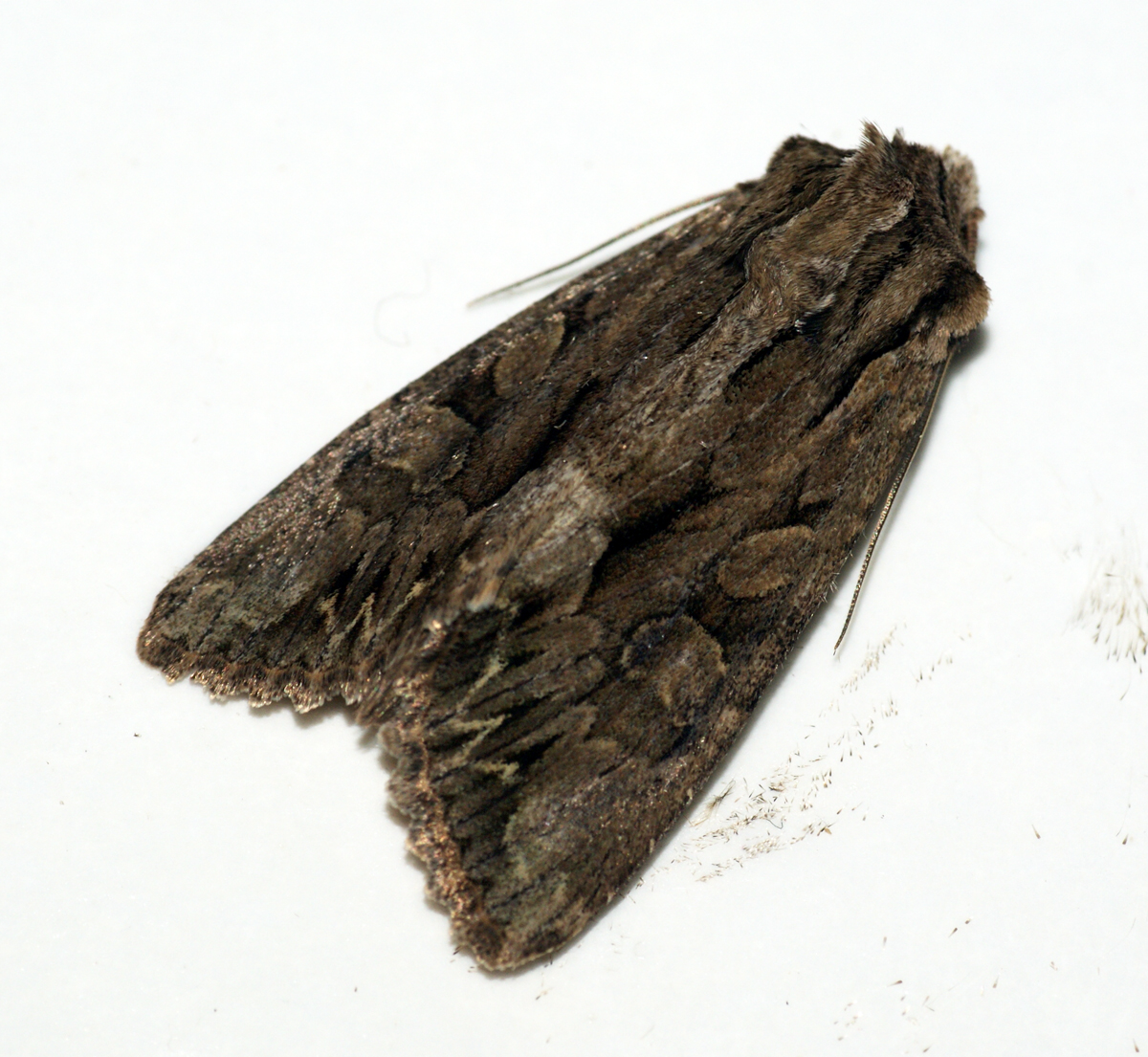
Imago fjäril, mörk morf

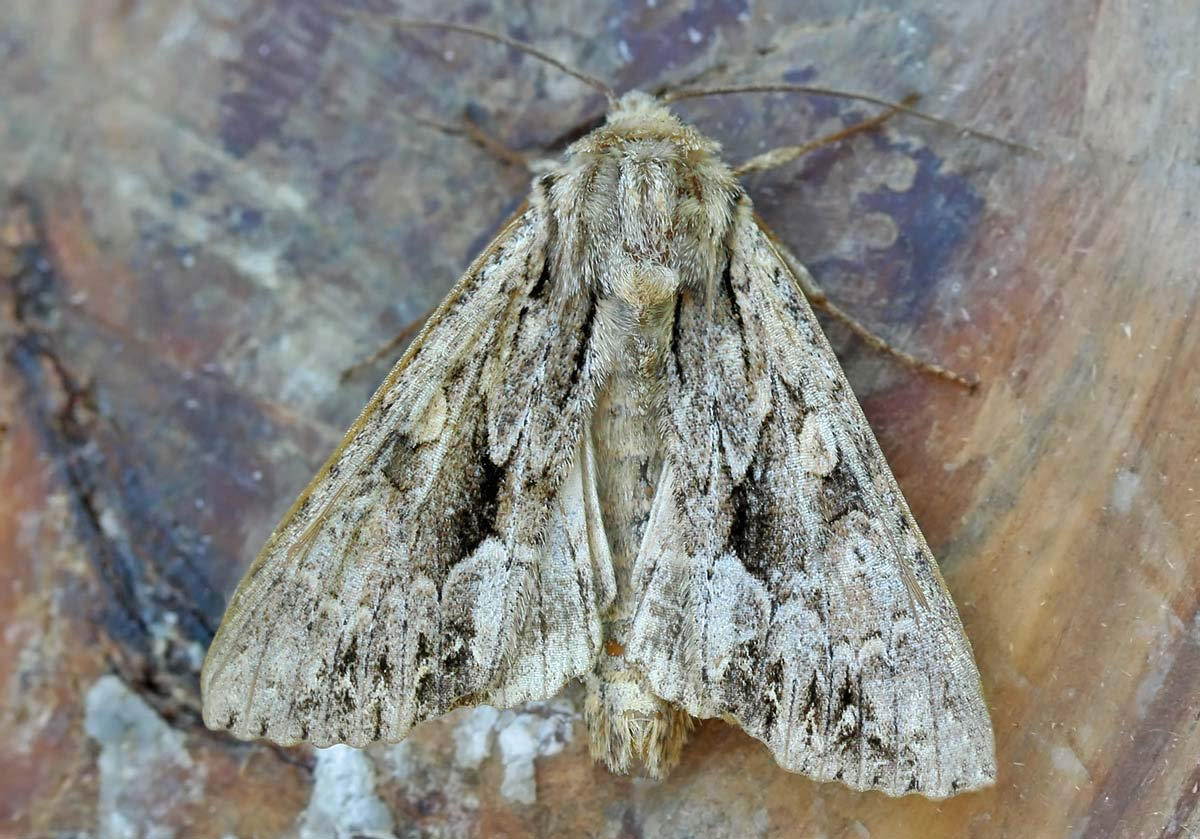
Imago fjäril, grå morf
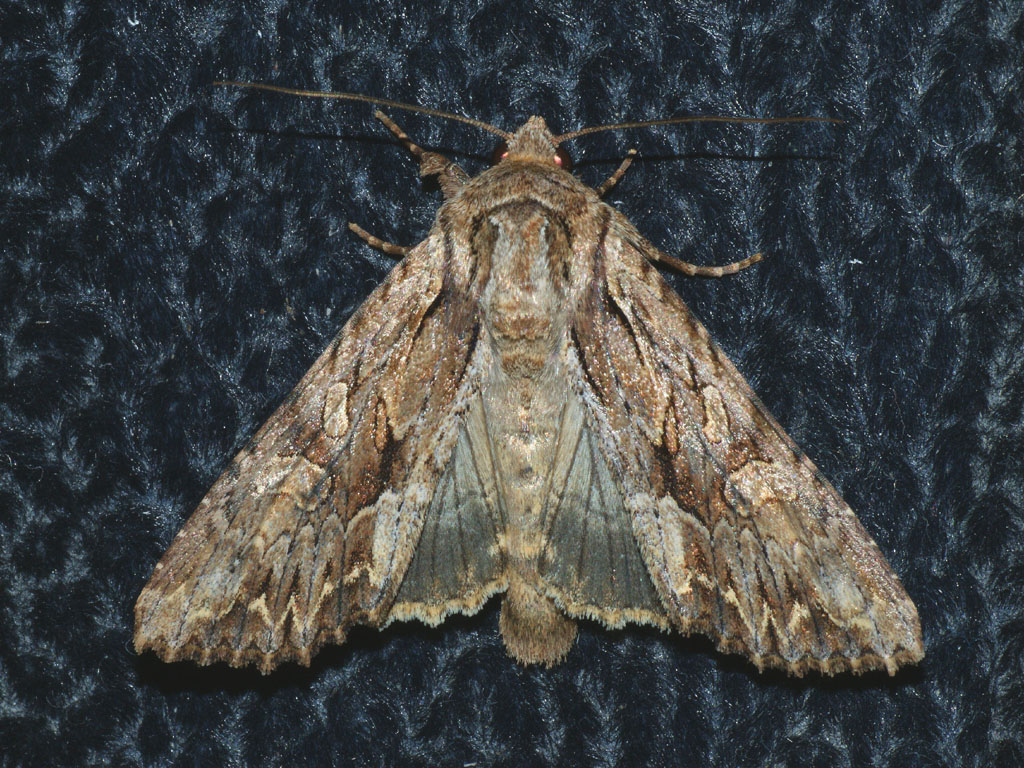
Imago fjäril, brun morf
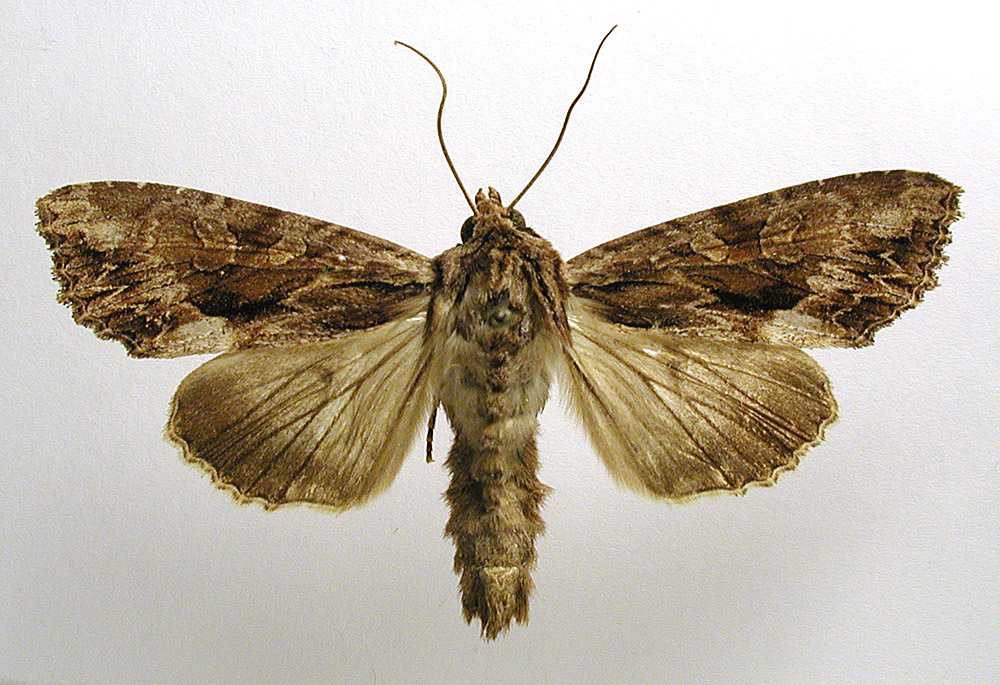
Preparerad (uppnålad) imago fjäril